# Safet Zec
Safet Zec (Rogatica, 5. prosinca 1943.), bosanskohercegovački slikar bošnjačkog podrijetla.

## Životopis
Safet Zec je rođen 1943. godine u Rogatici. Školu primijenjenih umjetnosti je završio u Sarajevu 1964. godine. Diplomirao je na Fakultetu likovnih umjetnosti u Beogradu 1969. te 1972. u istom gradu završio postdiplomski studij.
Sedamdesetih godina za likovnu kritiku postaje jedan od glavnih eksponenata poetskog realizma. Početkom devedesetih godina jedan je od najznačajnijih umjetničkih stvaralaca u Jugoslaviji. Do 1989. živi i radi u Beogradu. Narednih godina je ponovo u Sarajevu, gdje ga 1992. zatiče rat, zbog kojeg napušta grad i zemlju. Iste godine dolazi u Italiju, u Udine. 1994. godine postavljena je prva muzejska izložba u Italiji.
Priredio je preko 70 samostalnih izložbi u Bosni i Hercegovini i u metropolama širom svijeta. Član je svih značajnih umjetničkih asocijacija u Europi, također je član Udruge likovnih umjetnika Bosne i Hercegovine (ULUBiH). Za svoj rad je dobio preko 20 stručnih nagrada i priznanja. Godine 2007. dodijeljen mu je Orden za umjetnost i književnost Republike Francuske, proglašen je vitezom umjetnosti. Njegova djela su u značajnim europskim i svjetskim galerijama i privatnim kolekcijama.
Živi i radi u Veneciji, Sarajevu, Parizu i Počitelju.

## Djela
- Soba moje sestre
- Bakarevića tekija
- Velika soba, crtež
- Kuće i krošnje, kombinovana tehnika
- Prozori
- Velika kuća na Bistriku koje više nema, kombinovana tehnika.
- Ciklus slika Srebrenica

## Vanjske povezice
- Safet Zec  Arhivirana inačica izvorne stranice od 12. travnja 2021. (Wayback Machine)